# لکه‌ماهی پنج‌پرتو
لکه‌ماهی پنج‌پرتو (نام علمی: Citharichthys mariajorisae) نام یک گونه از سرده لکه‌ماهی است.